# LaBradford Smith
Pour les articles homonymes, voir Smith.
LaBradford Smith, né le 3 avril 1969 à Bay City au Texas, est un joueur américain de basket-ball. Il évolue au poste d'arrière.